# Tótháza
Tótháza románul: Crișeni, falu Romániában, Erdélyben, Kolozs megyében.

## Fekvése
Az Erdélyi medencében, Mócstól délre, az Aranyosgyéresre menő úton fekvő település.

## Története
Tótháza nevét már 1378-ban említette oklevél már akkor is Tothaza néven.
Későbbi névváltozatai: 1381-ben Tothaza, 1441-ben p. Thothaza,  1452-ben Thothaza, 1587-ben Tootthaza, 1733-ban Thoth-Haza, 1750-ben Tothaza, 1808-ban, 1861-ben és 1913-ban Tótháza.
1503-ban p. Thothaza a Tótházi, Hosszúaszói, Szarkadi, Dombi családok birtoka volt.
1450-ben két falu: Tótháza és Botháza közötti viszály miatti perrel kapcsolatosan merült fel neve az oklevelekben: Egyrészről Botházai Kakas Imre − botházai jobbágyai nevében − másrészről Hosszúaszói János − saját és testvérei: Péter, György, Máté és László, valamint Tothaza-i jobbágyaik nevében − a két falu népe közötti viszályokban kibékülnek közbírák előtt. Ennek értelmében a Hosszúaszói nemesek jobbágyai néhai Sárvári (ds) Benedek megöléséért 40 Ft-ot fizettek Kakas Imre botházai jobbágyainak.
1503-ban Szarkadi Tamás és István Thothhaza egészbirtok felét 80 Ft-ért eladták Hosszúaszói Gergelynek.
A trianoni békeszerződés előtt Kolozs vármegye Mocsi járásához tartozott.
1910-ben 428 lakosából 10 magyar, 405 román volt. Ebből 396 görögkatolikus, 5 református, 22 görögkeleti ortodox volt.

## Galéria

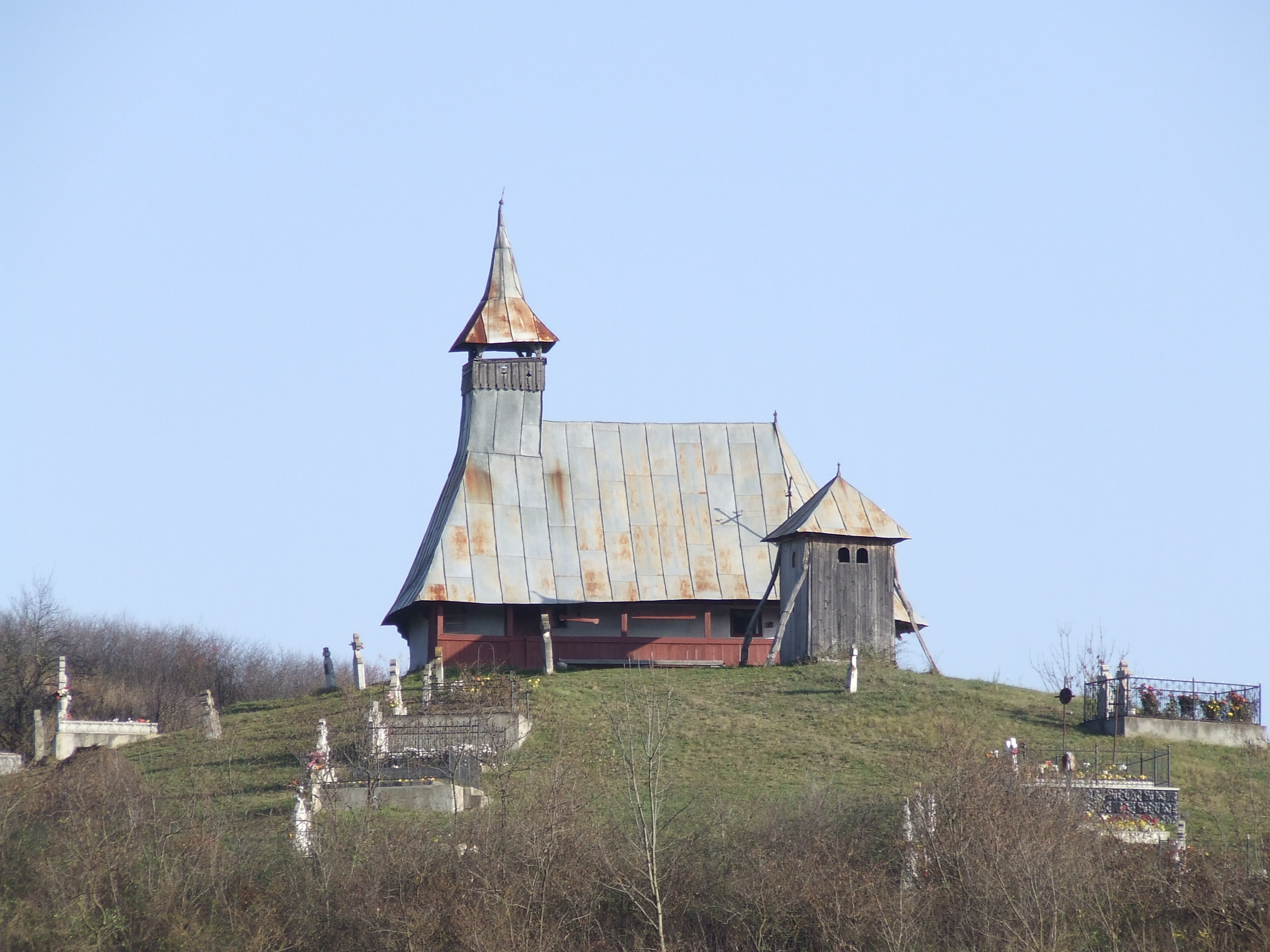
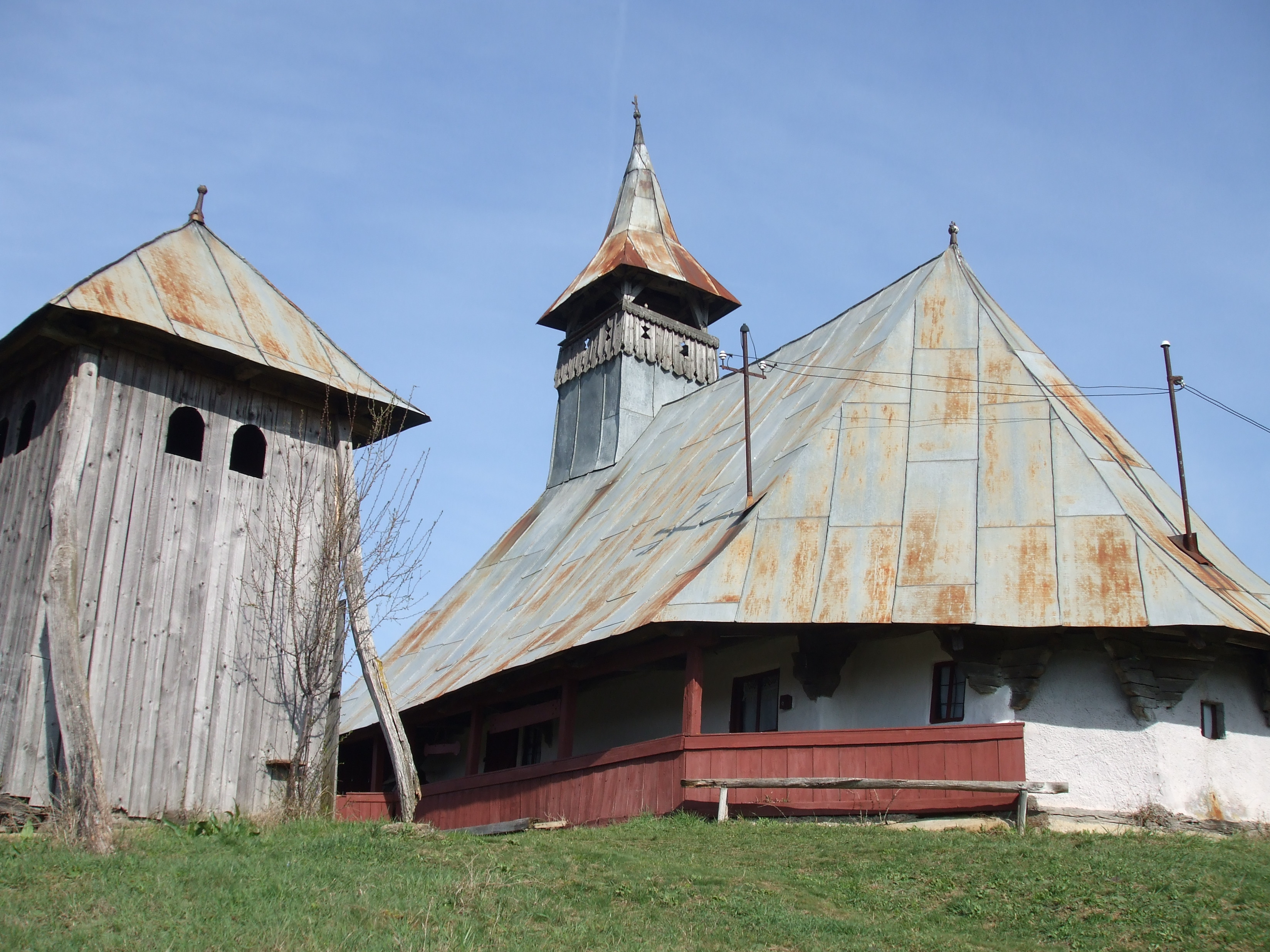
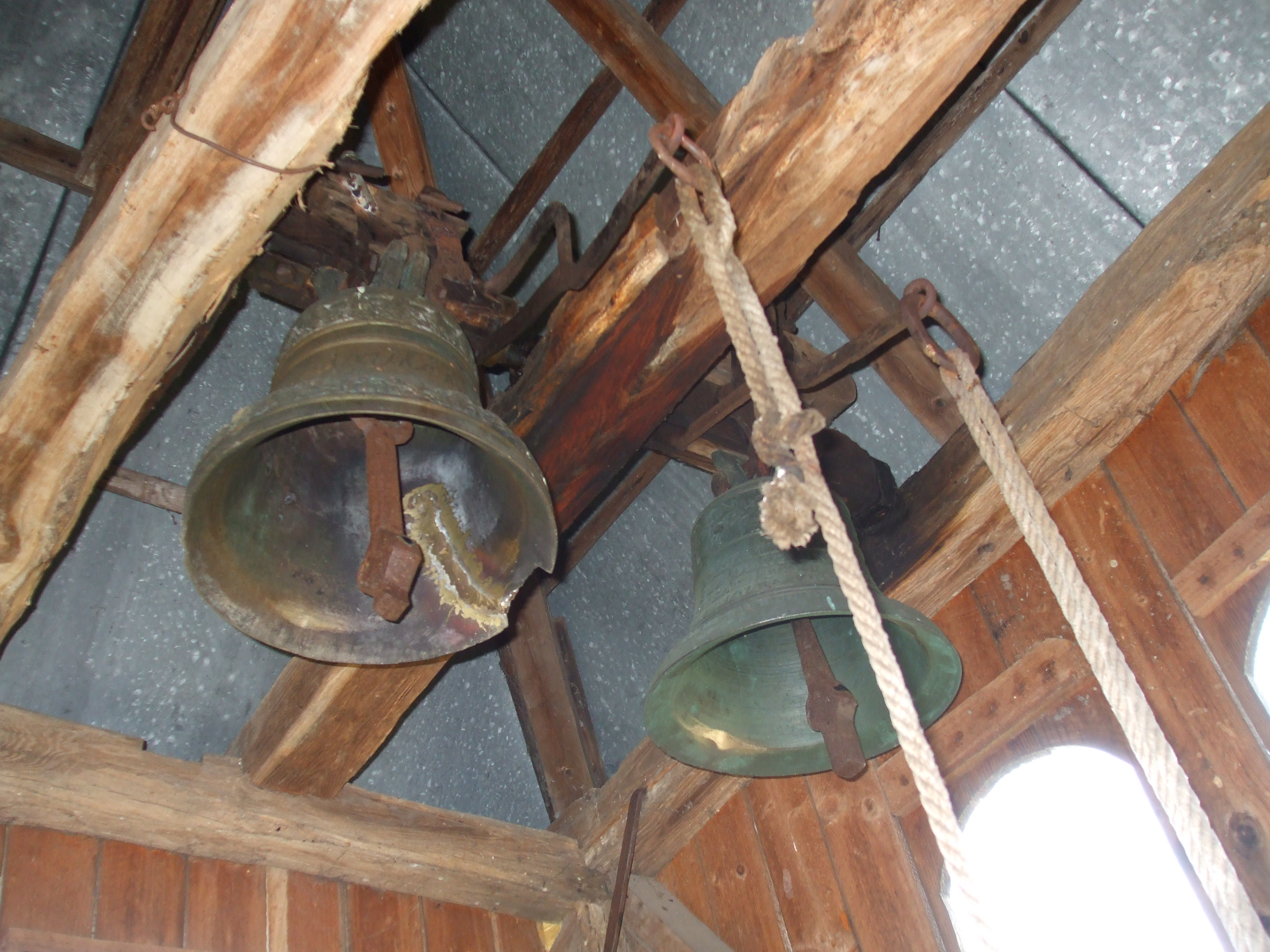
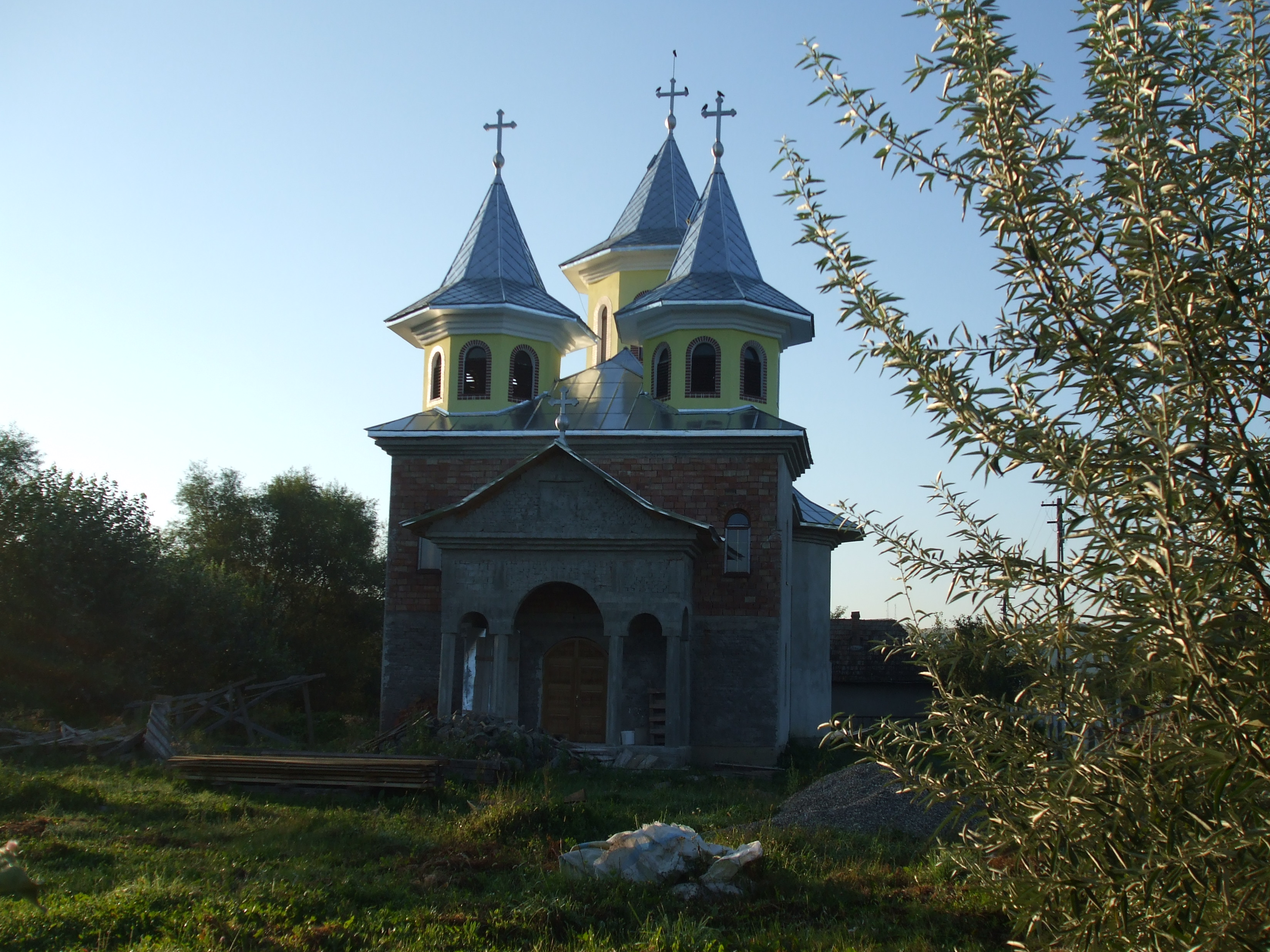